# جونغ جاي كيونغ
جونغ جاي كيونغ (هانغل:정재경 هانجا:鄭在景 ولدت في 19 سبتمبر 1987) هي مغنية وعارضة أزياء كورية جنوبية.

## مهنتها
- كانت عضوة في فرقة ناين ميوسز من أغسطس 2010 حتى أكتوبر 2010.

## الأعمال

### البرامج
- 2011년 내가 니 앱이다 시즌 3
- 2013 برنامج Korea's Next Top Model
- 2014: برنامج 2 Days & 1 Night

### الأغاني المصورة
- V.O.S - in Trouble

## الجوائز
- 2006년 한국모델시상식 신인모델상
- 2008: ملكة جمال غيونغجو.

## وصلات خارجية
- جونغ جاي كيونغ على موقع ميوزك برينز (الإنجليزية)
- جونغ جاي كيونغ على موقع ديسكوغز (الإنجليزية)

- 정재경 싸이월드 미니홈피
- 정재경 트위터